# دونوان تیلدزلی
دونوان تیلدزلی (به انگلیسی: Donovan Tildesley) (زادهٔ ۲۴ ژوئیهٔ ۱۹۸۴)}) شناگر اهل کانادا است.